# Trioza lineata
Trioza lineata är en insektsart som beskrevs av Yang 1984. Trioza lineata ingår i släktet Trioza och familjen spetsbladloppor. Inga underarter finns listade i Catalogue of Life.